# Carex jinfoshanensis
Carex jinfoshanensis är en halvgräsart som beskrevs av Tang, Fa Tsuan Wang och S.Y.Liang. Carex jinfoshanensis ingår i släktet starrar, och familjen halvgräs. Inga underarter finns listade i Catalogue of Life.